# Улица Гагарина (Советск)
Улица Гагарина — самая широкая и древняя улица в Советске. Названа в честь первого космонавта Юрия Гагарина.  По этой улице проходит основной пассажиропоток общественного транспорта города, это одна из основных транспортных артерий города.
Имеет длину около 800 м. (с запада на восток).

## История

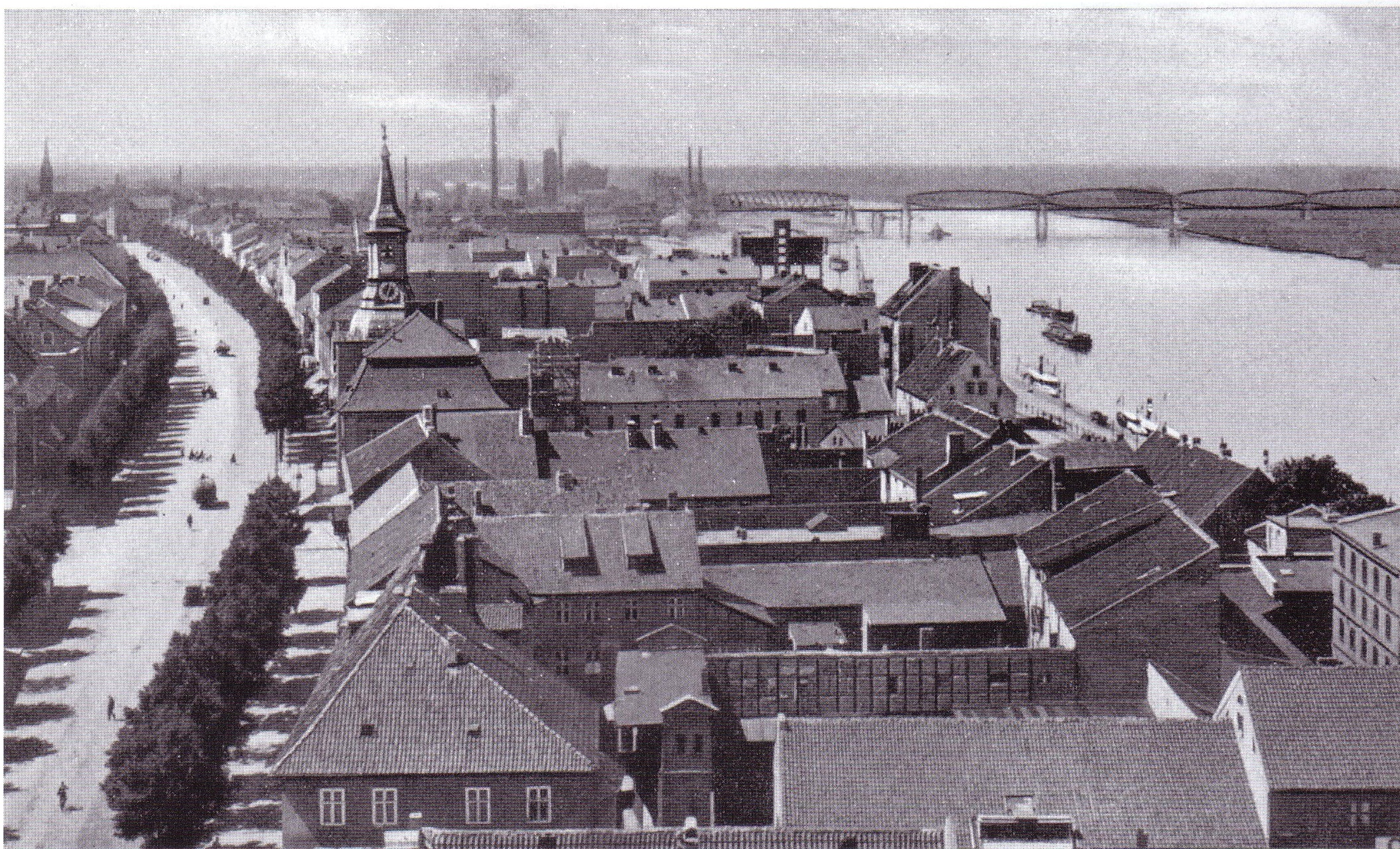
Немецкая улица до войны

Возникла из старинной дороги, которая ещё в XIV веке объединяла два замка — Тильзит и Шплиттер. Постепенно эта улица стала застраиваться каменными домами. В 1540 году улица называется Длинным переулком (Lange Gasse), после получения Тильзитом городского права от герцога Альбрехта в 1552 году получила название Немецкий переулок (Deutsche Gasse), которое потом трансформировалось в Немецкую улицу (Deutsche Strasse). После Второй мировой войны, когда расчистили завалы, улица стала называться Широкой и лишь после того, как была застроена новыми четырёх- и пятиэтажными домами — улицей Гагарина.
Старинный облик улицы претерпел в ходе разрушительных боёв значительные изменения, улица была практически уничтожена. Сейчас мало что может рассказать о её неповторимом средневековом силуэте.
Были утрачены многие определяющие для города здания и сооружения: Немецкая (Орденская) кирха, Ратуша, памятник Максимилиану фон Шенкендорфу, Фалькен-аптека, дом Блаурока, отель «Кайзерхоф», дом со скульптурами двух львов у входа (был построен на фундаменте старинного Францисканского монастыря), дом Наполеона.

## Достопримечательности
- Мост королевы Луизы
- Памятный знак воинам-интернационалистам
- Музей военной техники
- Дом, где останавливался Александр I
- Склады купеческого общества
- Тильзит-театр
- Башня Реформатской кирхи
- Здание городского управления
- Памятный камень и дуб в честь победы во Франко-прусской войне

## Расположение улицы
Начинается улица от площади Жукова. Переходит в улицу Невского.  Улица движется с востока на запад.

## Пересекает улицы
- Шевченко
- Герцена
- Янтарный переулок
- Дружбы
- Мамина-Сибиряка
- Гончарова
- Комсомольская

## Транспорт
Маршрут автобусов  №2, №5, №6

## Галерея

Доска на доме, где жил Александр I
Памятный знак воинам-интернационалистам
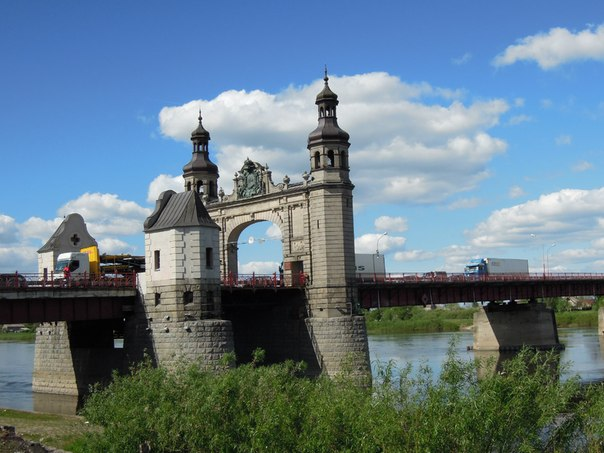
Мост королевы Луизы
Памятный камень и памятный дуб, установленные в честь победы во Франко-Прусской войне.
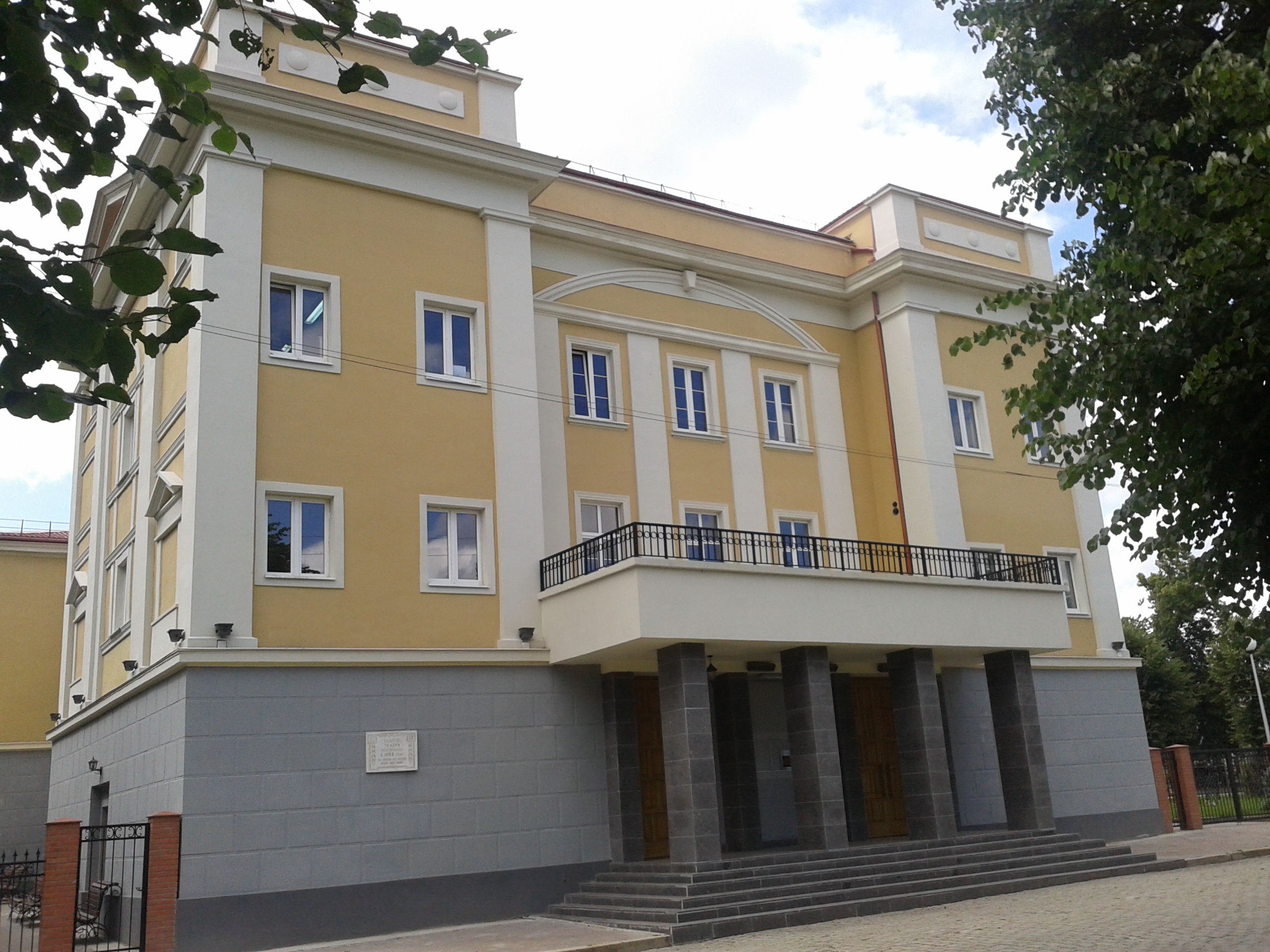
Здание Тильзит-театра
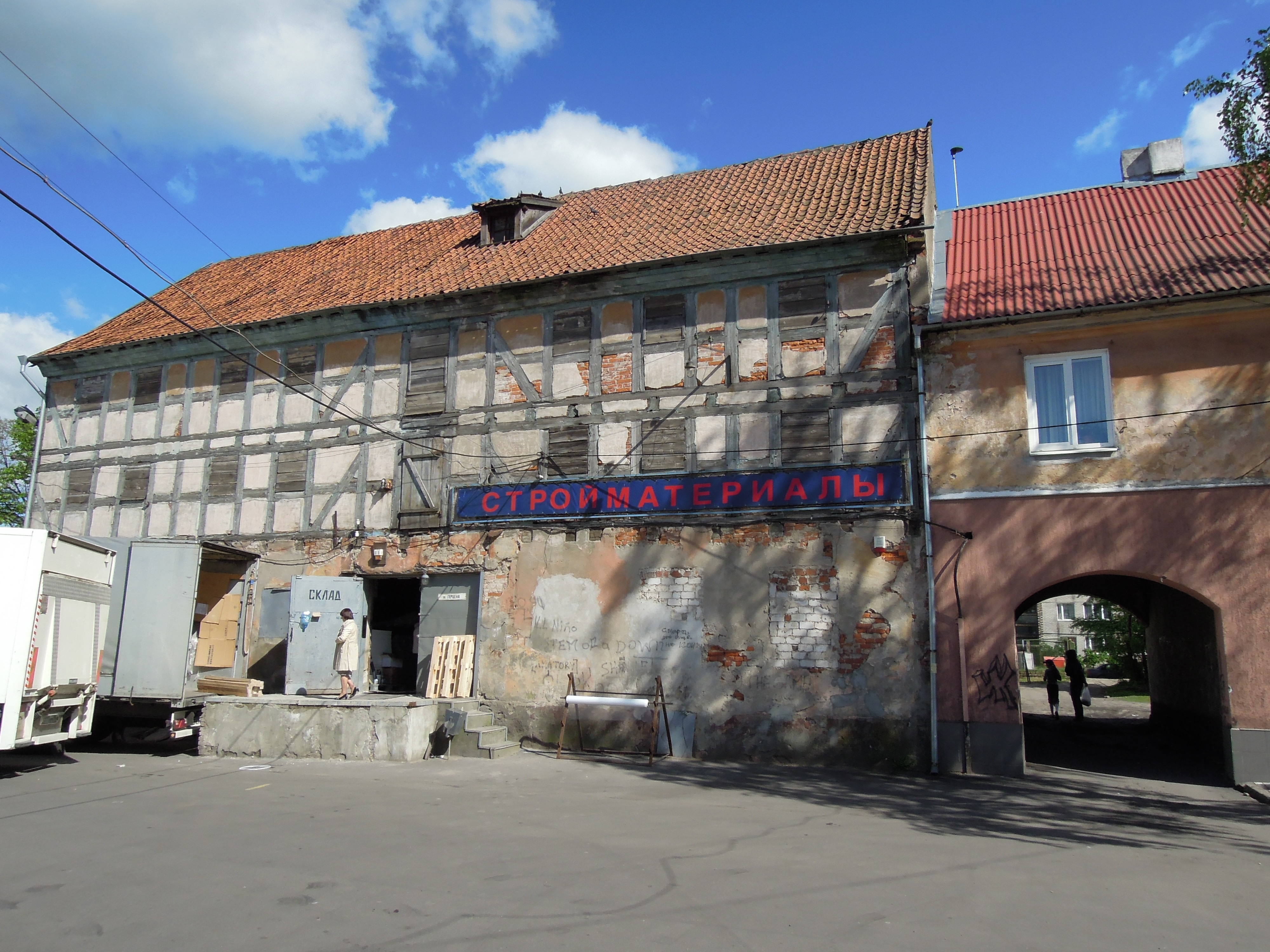
Склады купеческого общества
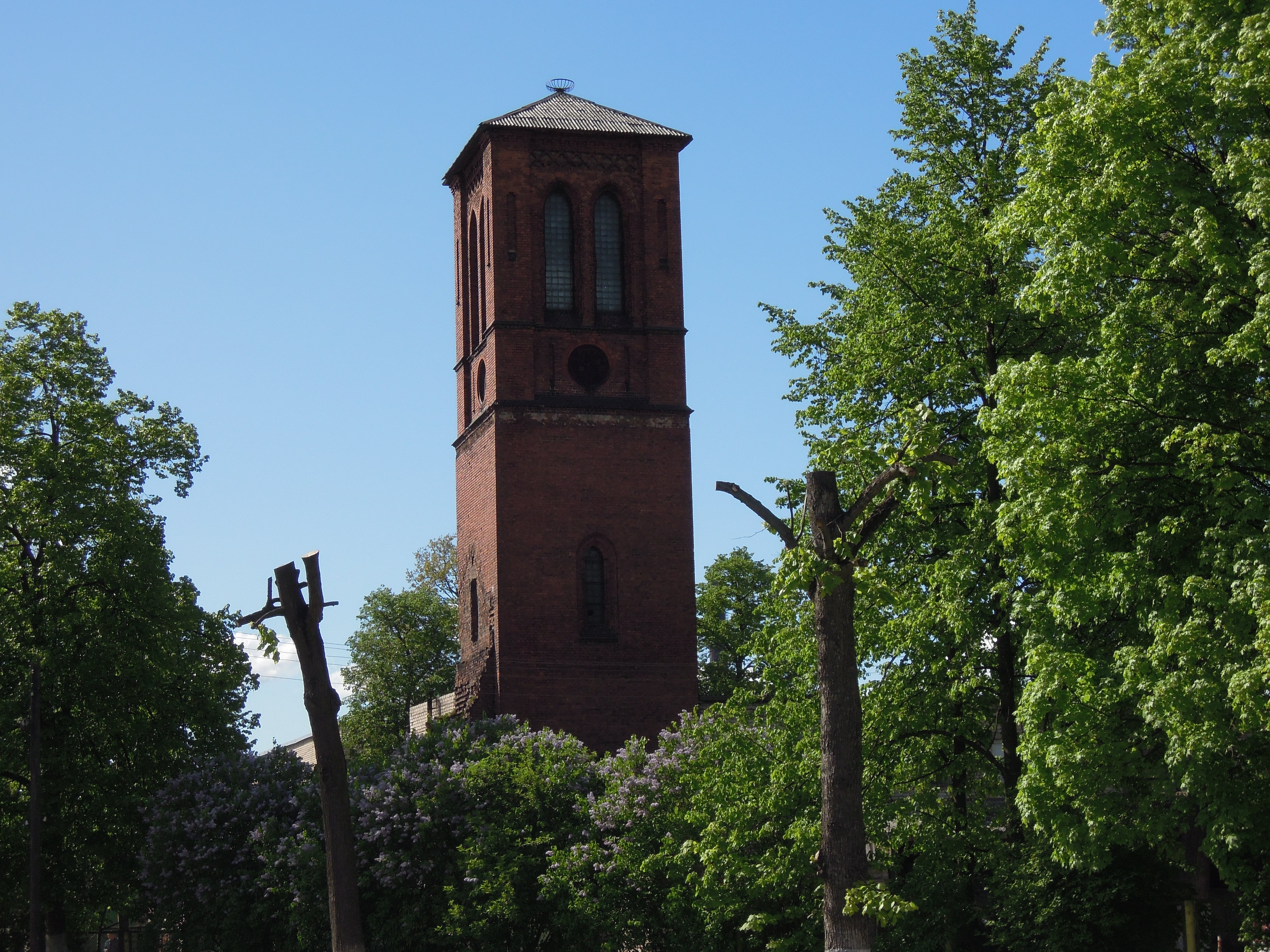
Башня Реформатской кирхи